# 以色列聯合呼籲組織
以色列聯合呼籲組織（Keren Hayesod）是以色列的官方筹款组织，它在45个国家/地区设有分支机构。以色列聯合呼籲組織成立於于1920年7月，目的是幫助猶太復國主義者在巴勒斯坦地區建立犹太人家园。哈伊姆·魏茨曼、阿尔伯特·爱因斯坦和泽夫·雅博廷斯基等人都當過以色列聯合呼籲組織的領導人。